# 新選組
新選組（しんせんぐみ）は、江戸時代末期（幕末）に江戸幕府の徴募により組織された浪士隊である。特に尊攘派構成員の摘発活動に従事した。発足時は24名（諸説あり）だったが、最大時には約230名の隊士が所属していたとされる。会津藩預かりという非正規組織であったが、慶応3年（1867年）6月、幕臣に取り立てられる。慶応4年（1868年）に旧幕府から甲州鎮撫を命ぜられたことにより、甲陽鎮撫隊と改める。しかし明治2年（1869年）5月18日、戊辰戦争においての旧幕府軍降伏により、事実上消滅した。

## 名称について
「選」の字は「撰」とも表記されることがあり、「新撰組」と表記された史料もある。新選組の局長近藤勇をはじめ、隊士たちが残した手紙でも両方の字が表記に用いられている。明治時代以降に公的機関が編纂した史料集では、『維新史料綱要』では「新撰組」と記されているが、『復古記』では「新選組」と記されているように記述が割れている。ただ隊の公印が押された文献は「選」の文字が使用されているため、2004年ごろから高校日本史教科書では「新選組」の表記が増えてきている。また、報道機関などでも「撰」の文字が常用漢字外のため、新選組と表記するのが一般的である。

## 概要
幕末の京都は政治の中心地であり、諸藩から尊王攘夷・倒幕運動の志士が集まり、従来から京都の治安維持にあたっていた京都所司代と京都町奉行だけでは防ぎきれないと判断した幕府は、清河八郎による献策で浪士組の結成を企図した。
江戸で求人したあと、京に移動した。しかし清河の演説でその本意（後述）を知った近藤勇や芹沢鴨らが反発して脱退。そして、その思想に意気投合した会津藩・野村左兵衛の進言で京都守護職の会津藩主・松平容保の庇護のもと、新選組として発足した。
同様の配下の京都見廻組が幕臣（旗本、御家人）で構成された正規組織であったのに対して、新選組はその多くが町人・農民出身の浪士によって構成された「会津藩預かり」という非正規組織であった。
隊員数は、前身である壬生浪士組24名から発足し、新選組の最盛時には200名を超えた。京都で攘夷派の弾圧にあたった。商家から強引に資金を提供させたり、隊の規則違反者を次々に粛清したりするなど内部抗争を繰り返した。
慶応3年（1867年）6月に幕臣に取り立てられる。翌年に戊辰戦争が始まると、旧幕府軍に従い転戦したが、鳥羽・伏見の戦いに敗北したあとは四散し、甲州勝沼において板垣退助率いる迅衝隊に撃破され敗走し解隊。局長の近藤勇は捕らえられ斬首刑に処せられた。その後、副長の土方歳三が戊辰戦争最後の戦い・箱館戦争で戦死。新選組は新政府軍に降伏することになった。
逆賊を取り締まる立場であったが、明治維新で敗北したことから正反対に逆賊は新選組という扱いを受けてしまった風評被害もあった。2004年の大河ドラマで脚本を担当した三谷幸喜もこのことを指摘している。

## 歴史

### 結成

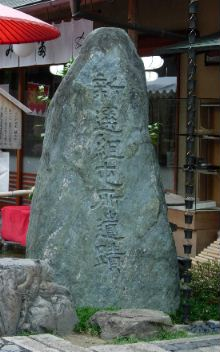
壬生屯所跡 八木邸、碑文は「新選組屯所遺蹟」

文久2年（1862年）、江戸幕府は庄内藩郷士・清河八郎の献策を受け入れ、将軍・徳川家茂の上洛に際して、将軍警護の名目で浪士を募集。
翌文久3年（1863年）2月、集まった200名あまりの浪士たちは将軍上洛に先がけ「浪士組」として一団を成し、中山道を西上する。浪士取締役には、松平上総介、鵜殿鳩翁、窪田鎮勝、山岡鉄太郎、松岡萬、中條金之助、佐々木只三郎らが任じられた。
京都に到着後、清河が勤王勢力と通じ、浪士組を天皇配下の兵力にしようとする画策が発覚する。浪士取締役の協議の結果、清河の計画を阻止するために浪士組は江戸に戻ることとなった。これに対し近藤勇、土方歳三を中心とする試衛館派と、芹沢鴨を中心とする水戸派は、あくまでも将軍警護のための京都残留を主張した。
鵜殿鳩翁は、浪士組の殿内義雄と家里次郎に残留者を募るよう指示。これに応えて試衛館派、水戸派、殿内以下、根岸友山一派などが京都の壬生村に残ったが、根岸派は直後に脱隊した。殿内・家里は排斥され、同年3月、公武合体に基づく攘夷断行の実現に助力することを目的とし、新選組の前身である「壬生浪士組」（精忠浪士組）を結成。一方、江戸に戻ったメンバーは新徴組を結成した。
壬生浪士組は壬生村の八木邸や前川邸およびその周辺の邸宅を屯所とし、第一次の隊士募集を行う。その結果36名あまりの集団となり、京都守護職の松平容保から、おもに不逞浪士の取り締まりと市中警備を任される。
また、詳しい日付は不明だが、清河が京に残留している間に暗殺を試みたという記述もある。
4月、大坂の両替商平野屋五兵衛に100両を提供させ、これを元手に隊服、隊旗を揃え、隊規の制定にとりかかる。
6月、大坂相撲の力士と乱闘になり殺傷する（橋を渡っていたところ、向こう側から力士たちが向かって来るため、芹沢が端に寄るよう言った。そのことに力士が激怒し、歯向かったところを芹沢が鉄扇で殴り倒した。その後芹沢たちが揚屋・角屋にいると、力士が八角棒を持って角屋に殴り込んで来た。と言われている。）。壬生浪士組にも負傷者が出た。奉行所は力士側に非があると判断。力士側は壬生浪士組に50両を贈り詫びを入れる。
8月、芹沢鴨ら約30名の隊士が、京都の生糸問屋大和屋庄兵衛に金策を謝絶されたことに腹を立て放火。刀を抜いて火消を寄せつけず、一晩かけて焼き尽くす。この事件に松平容保は憤り、近藤らを呼び出し処置を命じたとされる。一説として、芹沢および壬生浪士組の関与については否定的な見解が存在するが、浪士組の名を記す風説書が多く残り、焼き打ちを行ったという説もある。
同月、壬生浪士組は八月十八日の政変の警備に出動し、その働きを評価される。そして、新たな隊名「新選組」を拝命する。隊名は武家伝奏 から賜ったという説と、松平容保から賜ったという説の2つがある。後者の説は、会津藩主本陣の警備部隊名を容保からもらったという意味である。
9月、近藤・土方ら試衛館派が八木邸で、芹沢鴨および平山五郎を暗殺。平間重助は脱走、野口健司は12月に切腹。水戸派は一掃され、試衛館派が組を掌握し近藤を頂点とする組織を整備した。

#### 発展

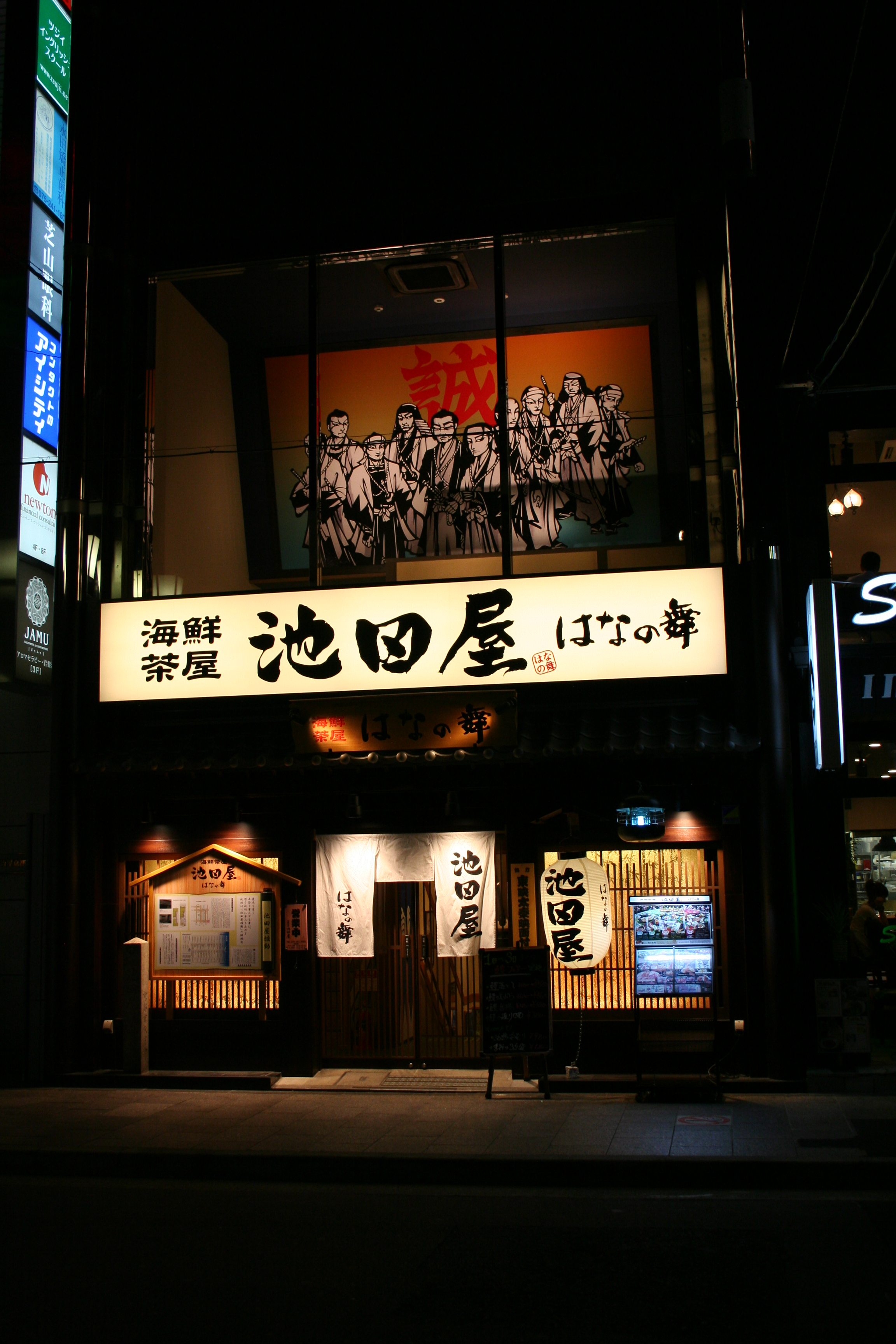
池田屋跡　京都市中京区三条通河原町　名前を使用した居酒屋になっている（2009年）

元治元年（1864年）6月5日、池田屋事件で攘夷派志士を斬殺・捕縛。
8月、禁門の変の鎮圧に参加した。
池田屋事件と禁門の変の働きで朝廷・幕府・会津藩から感状と200両あまりの恩賞を下賜されると、同年9月に第二次の隊士募集を行うこととなった。池田屋事件で新選組の知名度が上がっていたことから土方、斎藤、伊藤、藤堂平助などの幹部が直接江戸へ向かい剣術道場などを訪問し、伊東甲子太郎らの一派を引き入れることに成功、翌年五月に32名で京都に戻ったことが確認されている。これらの活動により新選組は200名まで増強され、隊士を収容するために壬生屯所から西本願寺へ本拠を移転する。
長州征伐への参加に備え、戦場での指揮命令が明確になる小隊制（一番組〜八番組および小荷駄雑具）に改組。「軍中法度」も制定した。しかし新選組に出動の命令はなかった。
慶応3年（1867年）3月、伊東甲子太郎らの一派が思想の違いなどから御陵衛士を結成して脱退。同年6月、新選組は幕臣に取り立てられる。同年11月、御陵衛士を襲撃し、伊東・服部・藤堂・毛内を惨殺。篠原・富山・鈴木・加納は逃走（油小路事件）。

### 解散
慶応3年（1867年）10月に将軍・徳川慶喜が大政奉還を行った。新選組は旧幕府軍に従い戊辰戦争に参加するが、初戦の鳥羽・伏見の戦いで新政府軍に敗北。この際、井上源三郎が戦死。榎本武揚が率いる幕府所有の軍艦で江戸へ撤退する。この時期、戦局の不利を悟った隊士たちが相次いで脱走し、戦力が低下した。

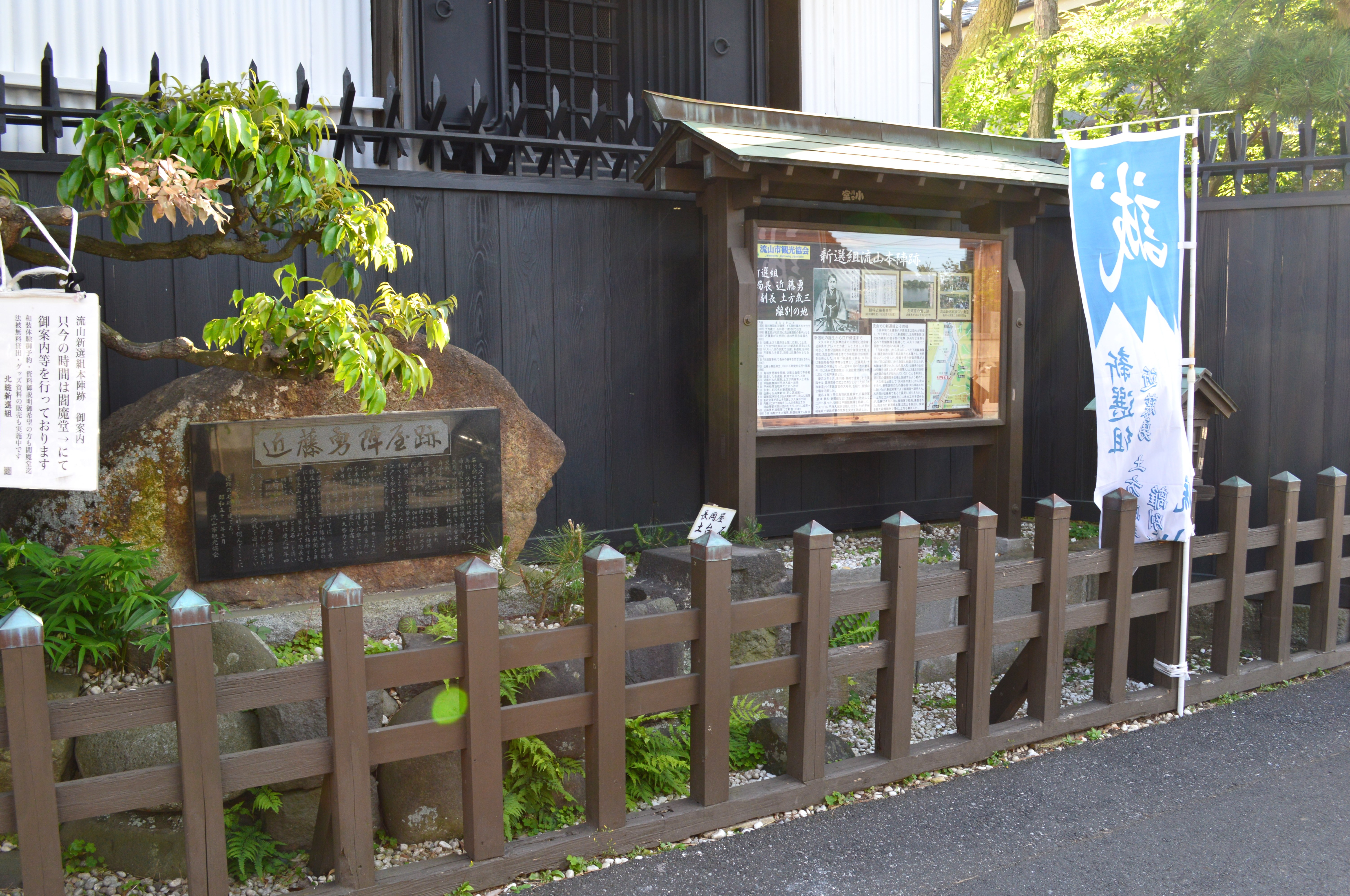
流山本陣跡（千葉県流山市）
近藤勇・土方歳三の別離地。

その後、旧幕府側から新政府軍の甲府進軍を阻止する任務を与えられ、甲陽鎮撫隊と名を改め甲州街道を甲府城へ進軍するが、その途中甲州勝沼の戦いにおいて板垣退助率いる迅衝隊に敗退する。ふたたび江戸に戻ったが、方針の違いから永倉新八、原田左之助らが離隊して靖兵隊を結成。近藤、土方らは再起をかけて流山へ移動するが、近藤が新政府軍に自ら隊士らの命を救うために直談判しようとしたが捕われ処刑され、沖田総司も持病だった肺結核により江戸にて死亡。また、諸事情で江戸に戻った原田は彰義隊に加入し、上野戦争で戦死した（諸説あり）。
新選組は宇都宮城の戦い、会津戦争などに参加するが、会津では斎藤一らが離隊し残留。残る隊士たちは蝦夷地へ向かった榎本らに合流し、二股口の戦いなどで活躍する（蝦夷共和国も参照）。新政府軍が箱館に進軍しており、弁天台場で新政府軍と戦っていた隊士たちを助けようと土方ら数名が助けに向かうが、土方が銃弾に当たり戦死し（諸説あり）、食料や水も尽きてきたため、新選組は降伏した。旧幕府軍は箱館の五稜郭において新政府軍に降伏した（箱館戦争）。
明治政府は、隊士の遺族らに遺品の所有を禁じた。

## 年表

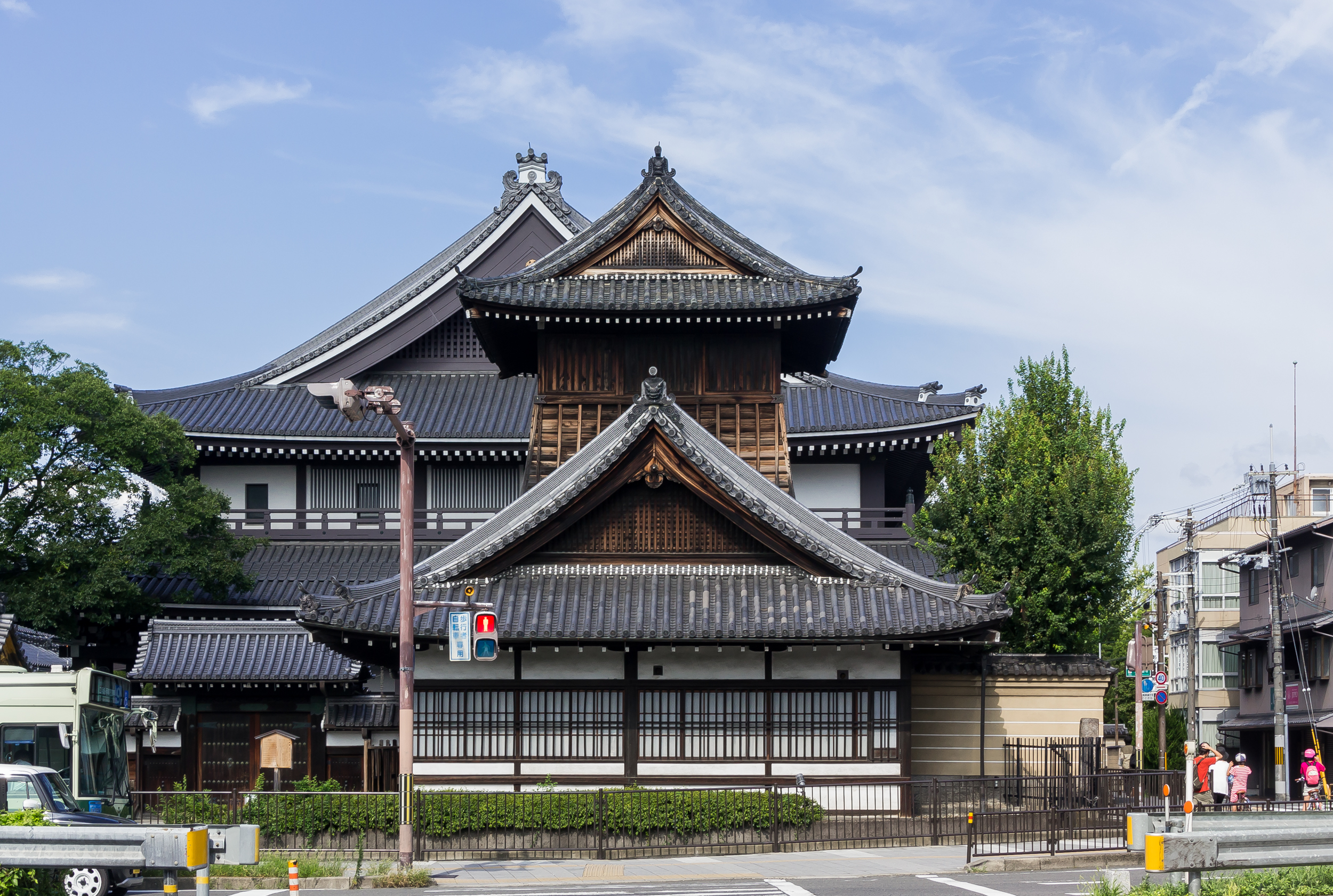
西本願寺太鼓楼

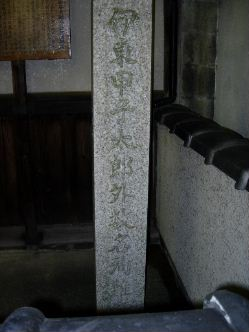
本光寺 伊東甲子太郎殉難の地碑

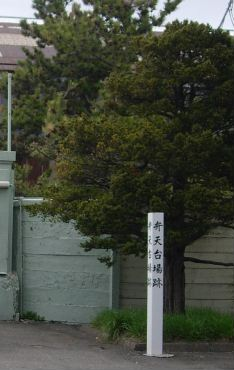
弁天台場跡

### 文久3年（1863年）
- 文久3年2月8日 浪士組が江戸を出発。
- 文久3年2月23日 京都に到着。
- 文久3年3月12日 会津藩預かりになり、壬生浪士組と名乗る。
- 文久3年3月25日 殿内義雄刺殺。
- 文久3年6月3日 大坂相撲の力士と乱闘。
- 文久3年8月10日 佐々木愛次郎暗殺。
- 文久3年8月10日 佐伯又三郎暗殺。
- 文久3年8月13日 大和屋焼き討ち事件発生。
- 文久3年8月18日 八月十八日の政変。御所の警備に出動。
- 文久3年9月13日 田中伊織が暗殺される。
- 文久3年9月18日 芹沢鴨、平山五郎が内部抗争で粛清され、平間重助脱走（異説あり）。
- 文久3年9月25日 隊名を新選組と改める。
- 文久3年9月26日 御倉伊勢武、荒木田左馬之助、楠小十郎が長州藩の間者として粛清される。
- 文久3年10月 岩城升屋事件。大坂の呉服商、岩城升屋に押し入った不逞浪士を撃退。
- 文久3年12月27日 野口健司切腹。

### 文久4年、元治元年（1864年）
- 元治元年5月20日 大坂西町奉行所与力・内山彦次郎刺殺。
- 元治元年6月5日 池田屋事件。奥沢栄助戦死、安藤早太郎、新田革左衛門らが負傷し、1か月後に死亡。
- 元治元年6月10日 明保野亭事件。池田屋事件の残党を捕縛。
- 元治元年7月19日 禁門の変。反乱を起こした長州藩士の鎮圧に出動。
- 元治元年8月ごろ 近藤勇の態度に遺憾を感じた永倉新八、斎藤一、原田左之助、島田魁、尾関政一郎、葛山武八郎が会津藩主・松平容保に非行五ヶ条を提出。
- 元治元年10月27日 伊東甲子太郎らが新選組に入隊。

### 元治2年、慶応元年（1865年）
- 元治2年1月8日 ぜんざい屋事件。土佐勤王党の残党による大坂城乗っ取り計画を阻止。
- 元治2年2月23日 山南敬助切腹。
- 元治2年3月10日 西本願寺へ屯所を移す。
- 慶応元年9月1日 松原忠司死亡。

### 慶応2年（1866年）
- 慶応2年2月15日 河合耆三郎切腹。
- 慶応2年4月1日 谷三十郎死亡。
- 慶応2年9月12日 三条制札事件。三条大橋の制札を引き抜いた土佐藩士を捕縛。

### 慶応3年（1867年）
- 慶応3年3月20日 伊東甲子太郎、藤堂平助、斎藤一ら13人が御陵衛士を結成して離隊（斎藤は間者だったため、のちに新選組に復帰）。
- 慶応3年6月10日 幕臣取り立てが決まる。
- 慶応3年6月15日 不動堂村へ屯所を移す[12]。
- 慶応3年6月22日 武田観柳斎刺殺。
- 慶応3年11月18日 油小路事件。御陵衛士との抗争。伊東甲子太郎、藤堂平助、毛内有之助、服部武雄ら刺殺[13]。
- 慶応3年12月7日 天満屋事件。海援隊士・陸援隊士との戦闘。宮川信吉と舟津釜太郎戦死、梅戸勝之進重傷。
- 慶応3年12月18日 近藤勇が墨染で御陵衛士の残党に狙撃され重傷。

### 慶応4年、明治元年（1868年）
- 慶応4年1月3日 鳥羽・伏見の戦い。隊士1名戦死。
- 慶応4年1月5日 淀千両松の戦い。井上源三郎ら隊士７名戦死。
- 慶応4年1月6日 橋本の戦い。隊士4名戦死。
- 慶応4年1月10日 軍艦富士山丸と順動丸で江戸へ向かう途中、山崎丞死亡（異説あり）。
- 慶応4年3月6日 甲州勝沼の戦い。隊士2名戦死。
- 慶応4年3月12日 永倉新八、原田左之助らが靖兵隊を結成して離隊。
- 慶応4年3月13日 五兵衛新田（現・東京都足立区綾瀬4丁目）の金子家を中心に屯所を設営して滞在（4月1日まで）。
- 慶応4年4月2日 下総流山に陣を敷く。
- 慶応4年4月3日 近藤勇、新政府軍に包囲され投降する。
- 慶応4年4月12日 土方歳三、旧幕府陸軍に加わる。
- 慶応4年4月19日 宇都宮城の戦い。
- 慶応4年4月25日 近藤勇、板橋刑場で処刑される。
- 慶応4年閏4月25日 白河口の戦い。
- 慶応4年5月17日 原田左之助死亡（異説あり）。
- 慶応4年5月30日 沖田総司、肺結核により江戸で死亡。
- 慶応4年6月22日 元勘定方大谷勇雄、阿部十郎により桶町で殺害される。
- 慶応4年8月21日 母成峠の戦い。
- 慶応4年8月24日 山口二郎（斎藤一）、池田七三郎ら13人会津に残留。
- 明治元年10月26日 旧幕府軍、箱館・五稜郭へ入城する。

### 明治2年（1869年）
- 明治2年4月13日 第一次二股口の戦い。
- 明治2年4月24日 第二次二股口の戦い。
- 明治2年5月5日 市村鉄之助函館脱出。
- 明治2年5月11日 一本木関門（現・函館市若松町）付近で土方歳三戦死。
- 明治2年5月14日 相馬主計が新選組局長に就任、弁天台場の新選組、降伏する。
- 明治2年5月18日 旧幕府軍降伏、戊辰戦争
- なお没年不明ながら、北海道増毛町には「明治初期に新選組の生き残りである石井織之助なる人物が同町別刈に隠れ住み、子ども達に剣術を教え危険の折には守り、暮らした。時折、小樽に住む永倉新八とも親しく交流していた」という伝承が残っている。石井織之助の墓は同町の海音寺に残るとも。

### 昭和13年（1938年）
- 昭和13年1月16日 現在わかっている中で新選組最後の生き残り池田七三郎が病死。これにより、現在わかっている中で生存している新選組隊士はいなくなった。

## 実像

### 入隊資格
年齢や身分による制限はなく、尽忠報国の志がある健康な者であれば入隊できた。実技試験もなかった。ただし既婚者は妻子を壬生の屯所から10里（約40キロ）以上離れた場所に住まわせることが条件とされた。これは、新選組が男の合宿制をとっていること、妻子が近くにいることによって命を惜しむようになることを防ぐためと考えられる。幹部に昇進すれば京都に家を持ち、妻子や妾を迎えることが許された。
新選組と交流のあった加太邦憲の述懐によれば、入隊後一定期間は「仮同志」という試用期間となっており、先輩隊士が夜に押し込むなどして度胸が試され、このときに臆病なふるまいをした者は追放されたという。

### 任務
京都で活動している不逞浪士や倒幕志士の捜索・捕縛、担当地域の巡察・警備、要人警護など、警察活動を任務としていた。
後述する数々のフィクション作品の影響により、不逞浪士や倒幕志士を容赦無く次々に斬殺していたという「人斬り集団」とのイメージが強いが、実際には捕縛（生け捕り）を原則としており、犯人が抵抗して捕縛できない場合のみ斬った。池田屋事件においても、最初は敵の人数が上回ったため斬る方針で戦ったが、土方隊が到着して新選組が有利になると、方針を捕縛に変えている。事件後、近藤勇は「討取七人、疵為負候者四人、召捕二十三人」（7人を殺し、4人に手傷を負わせ、23人を捕縛した）と報告している。
新選組の担当地域は祇園や伏見であり、御所や官庁街は会津藩兵1,000名、その周りは京都見廻組500名が固めていた。従来からの京都所司代と京都町奉行も治安維持にあたっていた。ほかの組織が管轄を順守していたのに対し、新選組は浪士の逃亡などを理由に管轄破りをすることも少なくなかったといわれる。

### 訓練
1865年（慶応元年）に撃剣、柔術、文学、砲術、馬術、槍術の各師範を設けた。しかし、どの程度稼働していたのかははっきりしない。
局長近藤勇、副長土方歳三、一番隊組長沖田総司ら新選組の代表者が天然理心流試衛館の剣客であったことから、新選組所縁の剣術として天然理心流が有名であるが、ほかの隊士は神道無念流、北辰一刀流その他まちまちであり、新選組＝天然理心流ではない。撃剣師範7名のうち天然理心流は1名（沖田総司）である。流派や入隊時期が異なれば形稽古はできないため、稽古は竹刀打ち込み稽古に限られていた。稽古はかなりの激しさだったらしく、新選組が駐屯していた八木邸の八木為三郎は、打ち倒されて動けなくなっている者をよく見たという。また、近藤勇や芹沢鴨は高いところに座って見ていることが多かったが、土方歳三はいつも胴を着けて汗を流しながら「軽い軽い」などと叱っていたという。
戊辰戦争の鳥羽・伏見の戦いで新政府軍に刀で挑んで敗れ、土方が「戎器は砲に非ざれば不可。僕、剣を帯び槍を執り、一も用うるところなし」と語ったこと や、甲州勝沼の戦いで近藤が率いた甲陽鎮撫隊が迅衝隊にわずか2時間で敗れた事例などから、白兵戦に特化した集団とのイメージを持たれることが多いが、幕府陸軍にならいフランス式軍事訓練を行っていた。西本願寺境内で大砲や小銃の訓練を行い、銃砲の音に迷惑した西本願寺が訓練の中止を求め会津藩に陳情した。その後、壬生寺に訓練場所が移されたが、訓練が参詣人の妨げになり、砲の音響で寺が破損するなどの被害が発生している。

### 戦術
組織力を強化するため、#役職を設け、指揮命令系統を作り上げた。
戦法は、必ず敵より多い人数で臨み、集団で取り囲んで襲撃するものであった。たとえば三条制札事件では8人の敵に対し34人の味方を用意し、油小路事件では7人の敵に対し35、6人で襲撃した。さらに、「死番」という突入担当者を輪番であらかじめ決めておき、突然事件が起きても怯むことなく対処できるようにした。

### 装束・装備

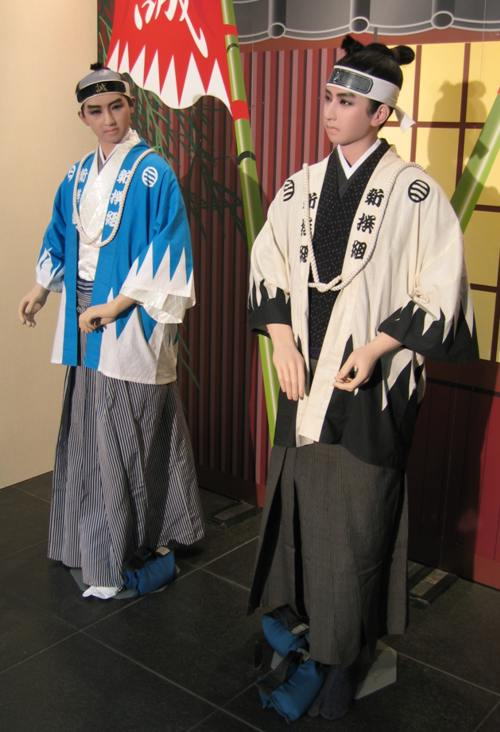
ダンダラ羽織、鉢金

当初、袖口に山形の模様（ダンダラ模様）を白く染め抜いた浅葱色（水色）の羽織を着用していたとされる。羽織のダンダラは、歌舞伎などの演目『忠臣蔵』で赤穂浪士が吉良邸に討ち入りしたときに着ている羽織の柄（ただし史実ではなく赤穂事件をもとにした創作で広まったもの）で、浅葱色は武士の死に装束の色である。製作したのは大文字屋呉服店（現在の大丸）。一説には、大文字屋ではなく四条の呉服屋「菱屋」ともいわれる。隊服を作ったのは芹沢鴨と言われている。
ダンダラ羽織は最初の1年ほどで廃止されたらしく、池田屋事件の時に着用していたとする証言が最後の記録である。池田屋事件の2日後に目撃された隊士の服装は、着込襦袢、襠高袴、紺の脚絆、後鉢巻、白の襷であった。新選組に尾行されていた大村藩士・渡辺昇によれば、尾行者が黒衣・黒袴であればすぐに新選組であると分かったという。また、明治末期に老人が、新選組は黒羅紗筒袖の陣羽織を着ていたと証言していることから、ダンダラ羽織の廃止後は黒ずくめであったと考えられる。これは夜中では目立ち隊士たちに不評だったということと芹沢の作った隊服を消し、芹沢の影響を消したいという思惑が合ったと言われる。また、現代まで現存しておるものが実在していない。
警備や戦闘の際には、鉢金、鎖帷子、籠手、胴などの防具を装着した。武器は市街地戦を想定し打刀と短槍であった。局長の近藤勇は打刀とほぼ同寸の長脇差を好んだ。副長の土方歳三も、刃長2尺8寸の和泉守兼定、1尺9寸5分の堀川国広の刀を用いていた。
鳥羽・伏見の戦いで新政府軍に敗れた直後に土方が会津藩から2,000両を受給しており、新式の兵装備品に充てた可能性が高い。

### 隊旗

隊旗の一例

赤地に金字または白字で「誠」を染め抜き、隊服と同じようにダンダラが入っていたとする隊旗が一般的である。全部で6種類あるとされている。現在の髙島屋にあたる古着・木綿商によって特注で製作されたものである。その隊旗が現れたとき、敵は恐怖で凍りついたと言われる。
新選組の隊旗が「誠」であったことから、近藤勇の実家・試衛館は「誠衛館」の誤りと推測する説もある。

### 給料
結成当初は資金難であり、新選組の後援者・佐藤彦五郎からの支援だけでは足りなかったため、商家から資金を提供させたと伝えられる。
京都守護職配下時代は、会津藩からの御用金で賄っていた。その後、幕府配下になると、各隊士は幕府から給料を得た。『新撰組永倉新八』（昭和2年私家本）によれば、局長50両、副長40両、副長助勤30両、平隊士10両の月給であったとされるが、実際はそれ以下であったと考えられる。諸々の事件への出動により褒賞金など恩賞が下されることもあった。

### 局中法度・粛清
烏合の衆である浪人集団を統率するため、俗に「局中法度」（局中法度書）といわれる隊規を定めた。隊規は厳格に運用され、違反した組員は粛清された。成立は会津藩預かりとなった浪士組時代（文久3年/1863年）に近藤ら試衛館派から芹沢ら水戸派に提示されたと考えられている。天然理心流に入門する際に誓約させられる神文帳との類似性も指摘されている。
法として機能し始めたのは「新選組」と名を改め近藤・土方を中心とする組織が整ってからで、伊東甲子太郎ら一派の暗殺の際にも適用されたといわれる。第一条「士道ニ背キ間敷事」などのように、内容は抽象的で、解釈は局長や副長の一存に委ねられるものであった。
子母沢寛が昭和3年（1928年）に著した『新選組始末記』で紹介されて以来有名となり、上記の5か条として知られるが、同時代史料にはこれをすべて記録したものは現在までのところ発見されていない。永倉新八が大正2年（1913年）に語った内容を記録した『小樽新聞』の記事（『新選組顛末記』）には、「私ノ闘争ヲ不許」を除く4か条しか提示されておらず、名称も「局中法度」ではなく、「禁令」「法令」としか言及されていない。そのため、上記の5か条と「局中法度」という名称は、別に定められていた「軍中法度」を混ぜて子母沢寛が脚色したものと推測されている。
鳥羽・伏見の戦い以前の5年間での新選組内部における死者は45名にのぼる。内訳を見ると倒幕志士との戦闘による死者数は6名で、その他はほとんどが切腹や暗殺などの粛清絡みのものであった。記録を見る限りでは、新選組は自組織内での相互不信と内部抗争に明け暮れて、敵よりも同志を殺した数のほうがよほど多かった。

### 役職
トップは局長。直下に局長を補佐する副長がおり、そのさらに下に副長助勤、監察方（内務監察）、勘定方（会計担当）などの役職を設けた。副長助勤は組長として平隊士を統率した。各隊は一番組から十番組まであり、各人員は10名前後。組長の下に伍長を置いた。新選組の組織編制は、職務の複数制を原則とする江戸時代の各組織と違い一人制であり、洋式軍制の影響が指摘されている。
以下に構成員。新選組の名を用いる以前（壬生浪士組）も含む。

## 評価
市井からの評価は低く、壬生の住人からは恐れられていた。これは京都の風習と方言が関東人の近藤らと違うためであった。維新後、明治政府が日本を支配すると、基本的には講談などでは悪役である。1891年の読売新聞には、坂本龍馬が贈位された時、暗殺の下手人として近藤と土方の名が記されている。ただし、近藤は武勇に優れた豪傑として紹介されている。その後、子母澤寛の『新選組始末記』によってイメージが回復し、昭和新選組と称される特別警備隊 (警視庁)である。戦後になると、新選組を題材にした映画や小説が増え、国民的知名度を得るようになる。

## 隊士一覧

### 筆頭局長
- 芹沢鴨

### 局長
- 近藤勇

### 副長
- 土方歳三

### 参謀
- 伊東甲子太郎[41]

### 総長
- 山南敬助

### 組長・組頭・副長助勤
- 一番隊組長　 沖田総司
- 二番隊組長　 永倉新八
- 三番隊組長　 斎藤一
- 四番隊組長　 松原忠司
- 五番隊組長　 武田観柳斎
- 六番隊組長　 井上源三郎
- 七番隊組長　 谷三十郎
- 八番隊組長　 藤堂平助
- 九番隊組長　 鈴木三樹三郎
- 十番隊組長　 原田左之助

〜1864年編成時組頭〜
- 二番隊組頭　 伊東甲子太郎
- 五番隊組頭　 尾形俊太郎

### 諸士取調役兼監察方・浪士調役
- 山崎丞
- 島田魁
- 川島勝司
- 林信太郎
- 浅野薫（藤太郎）
- 篠原泰之進
- 服部武雄
- 芦屋昇
- 吉村貫一郎
- 尾形俊太郎
- 大石鍬次郎
- 安富才助
- 岸島芳太郎
- 安藤勇次郎
- 茨木司
- 村上清
- 谷周平（近藤周平）
- 近藤隼雄

### 勘定方
- 河合耆三郎
- 尾関弥四郎

### 会計方
- 酒井兵庫
- 岸島芳太郎
- 中村玄道
- 安富才助
- 神崎一二三
- 青柳牧太夫
- 矢田賢之助
- 大谷勇雄

### 伍長
- 奥沢栄助
- 島田魁
- 中島登
- 川島勝司
- 林信太郎
- 葛山武八郎
- 前野五郎
- 阿部十郎
- 伊藤鉄五郎
- 沼尻小文吾
- 近藤芳助
- 久米部正親
- 加納鷲雄
- 中西昇
- 小原幸造
- 富山弥兵衛
- 中村小三郎
- 池田小三郎
- 橋本皆助
- 茨木司
- 尾関雅次郎
- 志村武蔵

### 初期副長助勤
- 平間重助
- 野口健司
- 安藤早太郎
- 平山五郎
- 佐伯又三郎

### 国事探偵方
- 御倉伊勢武
- 荒木田左馬之助
- 楠小十郎
- 松永主計
- 松井竜三郎
- 越後三郎

### 文武師範
- 撃剣師範：沖田総司、池田小三郎、永倉新八、田中寅三、新井忠雄、吉村貫一郎、斎藤一
- 柔術師範：篠原泰之進、柳田三二郎、松原忠司
- 文学師範：伊東甲子太郎、斯波良作、尾形俊太郎、毛内有之助、武田観柳斎
- 砲術師範：清原清、阿部十郎
- 馬術師範：安富才助
- 槍術師範：谷三十郎

### 平隊士・同志
下記以外の隊士はCategory:新選組隊士を参照。
- 蟻通七五三之進
- 佐々木蔵之助
- 馬詰柳太郎
- 馬詰柳元斎
- 濱口鬼一
- 田所弘人
- 中村金吾
- 土方対馬
- 森六郎
- 山野八十八
- 蟻通勘吾
- 宿院良蔵
- 馬越大太郎
- 馬越三郎
- 松崎静馬
- 篠塚峯蔵
- 藤本彦之助
- 伊藤与八郎
- 柳田三二郎
- 上田金吾
- 和田隼人
- 中村久馬
- 菅野六郎
- 三品仲治
- 伊木八郎
- 木内峰太
- 松本喜次郎
- 竹内元太郎（石川武雄）
- 新田革左衛門
- 松山幾之助
- 塚本善之助
- 室宅之助
- 和田重郎
- 牧野源七郎
- 小川一作
- 佐野七五三之助
- 真田四目之進
- 中西昇
- 柴田彦三郎
- 木下弥三郎
- 木下巌
- 沼尻小文吾
- 上坂甲太郎
- 宮川数馬
- 水口市松
- 金子次郎作
- 三浦啓之助
- 輪堂貞造
- 池田七三郎
- 富川十郎
- 中村五郎
- 中島登
- 市村鉄之助
- 横倉甚五郎
- 加藤羆
- 加藤民弥
- 施山多喜人
- 田村銀之助
- 田中伊織
- 三好胖
- 菊池央
- 桜井数馬
- 松本捨助
- 井上泰助
- 大谷良輔
- 漢一郎
- 市村辰之助
- 加賀爪勝之進
- 伊藤源助
- 木村広太
- 柏尾一郎
- 日下部遠江
- 日下部四郎
- 岩崎一郎（南一郎）
- 上田馬之助
- 中井三弥
- 平木宗助

#### 美男五人衆
- 山野八十八
- 佐々木愛次郎
- 馬越三郎
- 馬詰柳太郎
- 楠小十郎

### 自称新選組隊士・関係者など
- 大石造酒蔵
- 結城無二三
- 奥田松五郎
- 山浦鉄四郎
- 永田克忠

### 壬生浪士同志
- 殿内義雄
- 家里次郎
- 根岸友山
- 粕谷新五郎
- 遠藤丈庵
- 神代仁之助（上城順之助）
- 阿比類鋭三郎
- 鈴木長蔵
- 清水吾一
- 田中伊織

### 会津新選組
- 局長　斎藤一

### 箱館新選組
- 箱館新選組局長　土方歳三、大野右仲、相馬主計
- 箱館新選組隊長 相馬主計
- 陸軍奉行並 土方歳三
- 陸軍奉行並添役 大野右仲
- 頭取改役 森常吉、島田魁、角ヶ谷糺
- 改役下役会計頭取 青地源太郎
- 会計方 山崎八蔵
- 土方附属 市村鉄之助、野村利三郎

一分隊
- 差図役 青山次郎
- 嚮導役 粕屋小次郎、西脇源六郎

一分隊平隊士
- 五十嵐伊織
- 上田安達之助
- 酒井要二郎
- 鈴木量平
- 高岡蔵太郎
- 高橋三五郎
- 竹内篤平
- 中沢務
- 野村遊喜
- 福田勝之進
- 松井徳三郎
- 三浦松五郎
- 水谷藤七
- 若田栄吉

二分隊
- 差図役 尾関泉
- 嚮導役 佐久間顕輔、中島登

二分隊平隊士
- 青木連
- 明石覚四郎
- 内山栄八
- 江川七郎
- 小島造酒之丞
- 小林幸二郎
- 田岡太郎
- 高須熊雄
- 竹内徳雄
- 土田新之丞
- 鳥羽多喜松
- 長瀬清蔵
- 古屋丈之助
- 細川千太郎
- 本田岩吉
- 宮崎繁之丞
- 吉田万吉

三分隊
- 差図役 山久知文二郎
- 嚮導役 佐久間銀太郎、阿部隼太

三分隊平隊士
- 秋山義三郎
- 岩崎勝二郎
- 大河内太郎
- 神戸四郎
- 木下勝蔵
- 木村忠二郎
- 佐々木一
- 佐藤房太郎
- 高橋恭輔
- 田村一郎
- 千葉栄
- 坪田忠蔵
- 鶴岡鎌四郎
- 寺井主税
- 寺嶋繁三
- 福与男也
- 前田岩太郎
- 真崎宅太郎
- 枡沢騰馬

四分隊
- 差図役 石井勇次郎
- 嚮導役 前場喜司馬、横倉甚五郎

四分隊平隊士
- 金子庄兵衛
- 関川代二郎
- 中川小次郎（小十郎とも）
- 長沢政之丞
- 野辺民雄
- 藤井安八
- 前田四右太郎
- 松沢弾治
- 山際平三郎

所属隊不明
- 差図役 谷口四郎兵衛、山形時太郎
- 嚮導役 粕屋十郎
- 村岡伊助

平隊士
- 蟻通勘吾
- 大橋山三郎
- 長田彪介
- 乙部剛之進
- 川村八十右衛門
- 栗原仙之助
- 赤羽音吉
- 大庭久輔
- 関精輔
- 朝倉準之介

## 新選組を主題にした作品
モデルとした創作作品、端役として登場する作品は多数ある。ここでは新選組を主題としたもののみを掲げる。Category:新選組を題材とした作品も参照。

### 小説
- 大佛次郎『鞍馬天狗』
- 子母澤寛『新選組始末記』『新選組遺聞』『新選組物語』（子母澤 新選組三部作）
- 司馬遼太郎『新選組血風録』『燃えよ剣』※その他、短編としては「壬生狂言の夜」「果心居士の幻術」などがある。

※以下、五十音順
- 赤間倭子『新選組副長助勤 斎藤一』
- 秋山香乃『近藤勇』『歳三 往きてまた』『新選組藤堂平助』『総司 炎の如く』『新撰組捕物帖』『諜報新撰組 風の宿り』
- 浅田次郎『壬生義士伝』『輪違屋糸里』『一刀斎夢録』（浅田 新選組三部作）
- 池波正太郎『幕末新選組』『近藤勇白書』
- 井上友一郎『近藤勇』
- 井上ひさし『熱風至る』
- えとう乱星『総司還らず』
- 江宮隆之『女たちの新撰組〜花期花会』
- 大内美予子『沖田総司』『土方歳三』『沖田総司拾遺』
- 岳真也『色散華』
- 加藤正樹『無―新撰組が最も恐れた男』
- 菅野国春『夕映え剣士』
- 木内昇『地虫鳴く』『新選組幕末の青嵐』
- 北方謙三『黒龍の柩』
- 京極夏彦『ヒトごろし』
- 栗本薫『まぼろし新撰組』
- 越水利江子『恋する新選組』『月下花伝』『花天新選組』
- 小松エメル『総司の夢』
- 早乙女貢『沖田総司』『新選組列伝』『士道遥かなり 疾風新選組』
- 佐木隆三『新選組』
- 桜井滋人『魔剣新選組』『血録新選組』
- 笹沢左保『剣士燃え尽きて死す 人間・沖田総司』
- 澤田ふじ子『冬のつばめ 新選組外伝・京都町奉行所同心日記』
- 島津隆子『新選組密偵・山崎烝』
- 志村有弘『新選組伝奇』
- 志茂田景樹『サラリーマン裏新撰組』
- 新宮正春『死に損ね左之助』
- 高橋昌也『ガンダム・センチネル』
- つかこうへい『幕末純情伝 龍馬を斬った女』
- 辻本颯『新選組×坂本竜馬 ラブ・アンド・ピースぜよ。坂本竜馬はジョン・レノン?』
- 筒井康隆『我が名はイサミ』
- 津本陽『虎狼は空に 小説新選組』
- 藤堂夏央『あさぎ色の風』
- 童門冬二『新撰組が行く』『新撰組一番隊』『異聞・新撰組 幕末最強軍団、崩壊の真実』『新撰組山南敬助』
- 鳥羽亮『沖田総司 壬生狼』
- 戸部新十郎『総司残英抄』『総司はひとり』
- 富川幸『壬生浪伝 誠の抄』
- 中場利一『バラガキ 土方歳三青春譜』『黒猫 沖田総司の死線』
- 中村彰彦『いつの日か還る 新選組伍長島田魁伝』『新選組秘帖』
- 奈良谷隆『みぶろ』
- 南条範夫『十五代将軍 沖田総司外伝』
- 南原幹雄『新選組情婦伝』『新選組探偵方』
- 長谷川彰『風魔外伝 新選組忍法帖』
- 原康史『激録新撰組』（上・中・下・別巻 全4巻）
- 火坂雅志『新選組魔道剣』
- 広瀬仁紀『沖田総司恋唄』『土方歳三散華』『新選組風雲録』（洛中篇・激闘篇・落日篇・戊辰篇・函館篇）
- 福田定良『新撰組の哲学』
- 藤本義一『壬生の女たち』
- 真壁沙瑛子『天を覆う瞼 沖田総司異譚』
- 松田十刻『沖田総司 新選組きっての天才剣士』
- 松本匡代『夕焼け 土方歳三はゆく』『新選組 試衛館の青春』『独白新選組 隊士たちのつぶやき』
- 松本攸吾『原田左之助 新選組の快男児』
- 三平訓子『空の色』
- 峰隆一郎『新撰組局長主座芹沢鴨』
- 三好徹『小説沖田総司 六月は真紅の薔薇』（上・下）
- 三輪佳子『花あかり・沖田総司慕情』
- 村上元三『新選組』
- 村山知義『新選組』
- 森満喜子『沖田総司哀歌』『沖田総司抄』『沖田総司幻歌』『沖田総司落花抄』『小説 沖田総司』『遥かなる沖田総司』『新選組青春譜―勇と歳三と総司と』
- 森村誠一『新選組』（上・下）『虹の生涯-新選組義勇伝』
- 八切止夫『新選組意外史』
- 遊馬佑『紅の肖像―土方歳三』
- 横須賀武弘『狼たちの挽歌 新撰組の若き獅子たち』
- 流泉小史『新選組剣豪秘話』
- 若桜木虔『小説 沖田総司』

### 映画
- 『維新の京洛 竜の巻 虎の巻』（1928年） 池田富保監督、大河内伝次郎（近藤勇）
- 『新撰組悲歌』（1934年） 益田晴夫監督、海江田譲二（近藤勇）
- 『新選組』（1937年） 木村荘十二監督、河原崎長十郎（近藤勇）
- 『新撰組 第一部京洛風雲の巻、第二部池田屋騒動、第三部魔剣乱舞』（1952年） 萩原遼監督、月形龍之介（近藤勇）
- 『新選組鬼隊長』（1954年） 河野寿一監督、片岡千恵蔵（近藤勇）
- 『新選組』（1958年） 佐々木康監督、片岡千恵蔵（近藤勇）
- 『壮烈新選組 幕末の動乱』（1960年） 佐々木康監督、片岡千恵蔵（近藤勇）
- 『風雲新撰組』（1961年） 新東宝、毛利正樹監督、嵐寛寿郎（近藤勇）
- 『新選組始末記』（1963年） 大映、三隅研次監督、市川雷蔵（山崎烝）
- 『新選組血風録 近藤勇』（1963年） 小沢茂弘監督、市川右太衛門（近藤勇）
- 『幕末残酷物語』（1964年） 加藤泰監督、河原崎長一郎（沖田総司）
- 『土方歳三 燃えよ剣』（1966年） 松竹、市村泰一監督、栗塚旭（土方歳三）
- 『新選組』（1969年） 東宝、沢島忠監督、三船敏郎（近藤勇）
- 『沖田総司』（1974年） 東宝、出目昌伸監督、草刈正雄（沖田総司）
- 『幕末純情伝』（1991年） 薬師寺光幸監督、牧瀬里穂（沖田総司）
- 『御法度』（1999年） 大島渚監督、ビートたけし（土方歳三）
- 『新選組』（2000年） メディアボックス、市川崑監督、中村敦夫（近藤勇） - 黒鉄ヒロシの同名漫画が原作
- 『壬生義士伝』（2003年） 滝田洋二郎監督、中井貴一（吉村貫一郎）
- 『矜持 〜KYOUJI〜 Twilight File II』（2006年） 高瀬将嗣監督、加勢大周（沖田総司）
- 『実録 新選組』（2006年） オリジナルビデオ、小沢仁志（近藤勇）
- 『新選組オブ・ザ・デッド』（2015年） 渡辺一志監督、川岡大次郎（山崎烝）
- 『輪違屋糸里〜京女たちの幕末〜』（2018年） 加島幹也監督、主演:藤野涼子（糸里）
- 『燃えよ剣』（2021年） 東宝=アスミック・エース 原田眞人監督、岡田准一（土方歳三）
- 『CHAIN/チェイン』（2021年）福岡芳穂監督

### テレビドラマ
- 『風雲新選組・近藤勇』（1961年） 主演：嵐寛寿郎（近藤勇）
- 『新撰組始末記』（1961年） 主演：中村竹弥（近藤勇）
- 『新選組血風録』（1965年 - 1966年）原作：司馬遼太郎、監督：河野寿一、主演：栗塚旭（土方歳三）
- 『鞍馬天狗』（1969年 - 1970年） 主演：高橋英樹（鞍馬天狗）
- 『燃えよ剣』（1970年） 全26話 原作：司馬遼太郎、監督：河野寿一、松尾正武、主演：栗塚旭（土方歳三）
- 『新選組』（1973年） 主演：鶴田浩二（近藤勇）
- 『新選組始末記』（1977年） 主演：平幹二朗（近藤勇）
- 『沖田総司 華麗なる暗殺者』（1982年） 主演：郷ひろみ（沖田総司）
- 『壬生の恋歌』（1983年） 出演：高橋幸治（近藤勇）、夏木勲（土方歳三）
- 『燃えて散る 炎の剣士 沖田総司』（1984年） 主演：田原俊彦（沖田総司）
- 『新選組』（1987年） 出演：松方弘樹（近藤勇）
- 『燃えよ剣』（1990年） 主演：役所広司（土方歳三）
- 『新撰組 池田屋の血闘』（1992年） 主演：里見浩太朗（近藤勇）
- 『新選組血風録』（1998年） 原作：司馬遼太郎、主演：渡哲也（近藤勇）
- 『鞍馬天狗』（2001年） 主演：松平健（鞍馬天狗）
- 『壬生義士伝〜新選組でいちばん強かった男〜』（2002年）新春ワイド時代劇、監督：松原信吾、長尾啓司、出演：渡辺謙（吉村貫一郎）、柄本明（近藤勇）
- 『新選組!』（2004年） NHK大河ドラマ、脚本：三谷幸喜、主演：香取慎吾（近藤勇）
- 『新選組!! 土方歳三 最期の一日』（2006年） NHK正月時代劇、脚本：三谷幸喜、主演：山本耕史（土方歳三）
- 『輪違屋糸里〜女たちの新選組〜』（2007年） 原作：浅田次郎、主演：上戸彩（糸里）
- 『鞍馬天狗』（2008年） 主演：野村萬斎（鞍馬天狗）
- 『新撰組異聞PEACE MAKER』（2010年） 原作：黒乃奈々絵、主演：須賀健太（市村鉄之助）
- 『新選組血風録』（2011年） 原作：司馬遼太郎、主演：永井大（土方歳三）
- 『となりの新選組』（2016年） 主演：高畑裕太（土方歳三）
- 『土方のスマホ』 （2021年） 出演：窪田正孝（土方歳三）、山田孝之（近藤勇）
- 『幕末相棒伝』（2022年）原作：五十嵐貴久、出演：永山瑛太（坂本龍馬）、向井理（土方歳三）
- 『君とゆきて咲く〜新選組青春録〜（2024年）原作：手塚治虫、主演：前田拳太郎、奥智哉

### 楽曲
- 三橋美智也『あゝ新撰組』（昭和30年9月；詞：横井弘、曲：中野忠晴）
- 山本正之『大嘘新撰組・斬る!』（詞・曲:山本正之） コミックソング
- さくらゆき『暁』（詞：小栗さくら、曲：田中俊輔）、『青き夢』『明鏡止水』『手向花 -タムケノハナ-』『一刃の風』

### ドラマCD
- 『新撰組勿忘草』（リジェット）新撰組を題材にしたシチュエーションCD。
- 『新撰組ドラマCD 壬生狼真伝』（プラチナレコード）史実の流れを朗読で挟み込み物語に引き込む本格的時代物ドラマCD。
- 『新撰組北翔伝 晨星落落』（トムス・ミュージック）明治維新後の新撰組を題材に史実に沿って展開するシチュエーションCD。

### 漫画
- 手塚治虫『新選組』（集英社少年ブック）
- 水木しげる『近藤勇 星をつかみそこねる男』
- 杉浦茂『近藤勇』
- 小島剛夕『恋の新撰組』、『沖田総司』
- さいとう・たかを『血闘！新撰組』
- 真崎守『連作／燃えつきた奴ら／幕末刺客行／新撰組篇』『地獄のどぶ鼠』『そこだけの暗闇』『ほのかたらひし』『かげろう花伝』『妖説まわり燈籠』
- 渡辺多恵子『風光る』
- 弓月光『恋よ剣』
- 川崎のぼる『代表取締役近藤勇』
- 車田正美『あかね色の風 -新撰組血風記録-』
- 里中満智子『浅葱色の風-沖田総司』
- 和田慎二『あさぎ色の伝説』
- 園田光慶、脚本：横山光輝『真説新撰組（旧題：壬生狼）』
- 伊織鷹治『幕末風雲録 誠』
- 岩崎陽子『無頼-BURAI-』
- 盛田賢司『月明星稀 - さよなら新選組』
- 乾良彦 、原作：宮崎克『新選組黙示録』
- 菅野文『北走新選組』『凍鉄の花』『誠のくに』
- 斎藤岬『ひなたの狼 - 新選組綺談』
- 羽生田ラミオ、白井裕子『新撰組 - ダンダラ列伝』
- 松山花子『新撰組 - 士道心得』
- 田村純子『新選組〜浅黄色の鎮魂歌〜』
- 黒鉄ヒロシ『新選組』
- 金井たつお 、原作：工藤かずや『新選組』
- 黒乃奈々絵『新撰組異聞PEACE MAKER、PEACE MAKER鐵』
- みなもと太郎『冗談新選組』
- きら『だんだら』
- 赤名修『ダンダラ』
- 三宅乱丈『秘密の新選組』
- 木原敏江『天まであがれ!』
- 島崎譲 （原作：鷹司）『風の如く火の如く』風の如く火の如く - マンガ図書館Z
- もりやまつる『疾風迅雷』
- 生嶋美弥『そして春の月 シリーズ』
- 果桃なばこ『幕末青春花吹雪』
- 望月三起也『ダンダラ新選組』『ダンダラ新選組・炎の出発』『俺の新選組』
- 川原正敏『陸奥圓明流外伝 修羅の刻』
- かれん『歳三 梅いちりん 〜新選組吉原異聞〜』
- 一條和春『粉雪抄 仇討編』（ラポート『月とノスタルヂヤ』収録 1994年）
- ヒラマツミノル『アサギロ 〜浅葱狼〜』
- 加瀬あつし『ばくだん!〜幕末男子〜』
- 橋本エイジ、梅村真也『天翔の龍馬』
- 蜷川ヤエコ（山村竜也著）『新選組刃義抄 アサギ』
- 沢本英二郎『壬生の狼 新撰組初代局長芹沢鴨』（iPhone用電子書籍）
- 野口賢（冲方丁著）『サンクチュアリ THE 幕狼異新』
- 橋本エイジ（梅村真也著）『ちるらん 新撰組鎮魂歌』
- おーはしるい『毎日が新選組!』
- 桐村海丸『とんがらし』
- 樹なつみ『一の食卓』
- 殿ヶ谷美由記『だんだらごはん』
- 堀内厚徳（時代考証-山村竜也）『この剣が月を斬る』
- 碧也ぴんく『星のとりで 〜箱館新戦記〜』
- 赤名修『賊軍 土方歳三』
- 赤塚不二夫、滝沢解『幕末珍犬組』
- 安田剛士 『青のミブロ』

### アニメ
- 『弱虫珍選組』（1935年） - 市川崑制作の短編トーキーアニメ映画。
- 『笑劇 新選組』(1989年)
- 『飛べ!イサミ』（1995年） 監督：杉井ギサブロー - 新撰組隊士の子孫である少年たちが主人公のNHK教育テレビアニメ。長谷川裕一による漫画版のみ、幕末にタイプスリップして新選組と出会うエピソードが描かれている。
- 『PEACE MAKER鐵』（2003年） 監督：平田智浩 - 内容は『新撰組異聞PEACE MAKER』を原作とし、池田屋事件まで。
- 『土方歳三 白の軌跡』（2004年） 監督：浦谷千恵 - 土方歳三の生涯を描いた作品。
- 『薄桜鬼』（2010年） 監督：ヤマサキオサム - テレビゲーム『薄桜鬼 〜新選組奇譚〜』を原作とするテレビアニメ。土方歳三をメインとして主人公の雪村千鶴とのストーリーを、戊辰戦争を経て江戸への引き揚げまで描く。
  - 『薄桜鬼 碧血録』（2010年） - 上記の続編。放映話数は継続している。
  - 『薄桜鬼 黎明録』（2012年） - 上記の番外編。
- 『刀剣乱舞-花丸-』（2016年・2018年・2022年）、『活撃 刀剣乱舞』（2017年） - 制作会社は異なるが、どちらも新撰組隊士の愛刀所縁の付喪神を主人公に据え、元の主の新撰組隊士との交流と葛藤を描いている。ともにブラウザゲーム『刀剣乱舞』を原作としているが、原作では新撰組は多くの要素のひとつとしてしか扱われていない。
- 『BAKUMATSU』『BAKUMATSUクライシス』 (2018年・2019年) - 当アニメでは、時間跳躍が可能な懐中時計「時辰儀」により、正史の幕末から別次元の幕府が変わった世界へとやってきた（厳密には、元の時間軸の記憶を有したまま別の時間軸の世界に変化した）高杉晋作と桂小五郎を軸に進めて行く。
- 『ブッチギレ!』（2022年）
- 『青のミブロ』（2024年）

### 舞台
- 新国劇『新撰組』（1923年8月）作：行友李風※古い公演のため、詳しいデータは残っていないものの、本作が新選組を主題とした舞台作品の第1号となる[42]。なお、本作はその後も繰り返し上演されており、1964年8月に『極付 新撰組』として上演された際は近藤勇を島田正吾、土方歳三を緒形拳が演じた[43]。

※以下、早稲田大学演劇博物館の「演劇上演記録データベース」で確認できる作品のみ。
- 宝塚歌劇団
  - 『星影の人』（1976年9月）作・演出：柴田侑宏
  - 『誠の群像 新選組流亡記』（1997年8月）作・演出：石田昌也
  - 『壬生義士伝』（2019年7月）原作：浅田次郎 演出：石田昌也
- 演劇集団キャラメルボックス
  - 『俺たちは志士じゃない』（1994年10月3日）作・演出：成井豊、真柴あずき
  - 『風を継ぐ者』（1996年8月）作・演出：成井豊、真柴あずき
  - 『裏切り御免！』（2002年11月）作・演出：成井豊、真柴あずき
  - 『降りそそぐ百万粒の雨さえも』（2011年9月）作・演出：成井豊、真柴あずき
- 月蝕歌劇団『新撰組in1994 ナチス少年合唱団』（1999年10月27日）作・演出：高取英
- ジャパンアクションエンタープライズ『HIJIKATA 新撰組異聞』（1999年10月30日）作：中村哲也 演出：西本良治郎
- 三人の会『新選組—名もなき男たちの挿話—』（2003年7月）作：小金丸大和 演出：小林大祐
- 仲代プロジェクト『堕天/神殿/遅咲きの蒼』（2003年8月）作・演出：西田大輔
- 明治座『燃えよ剣』（2004年5月）原作：司馬遼太郎 演出：ラサール石井
- 神田時来組『大新撰組』（2004年12月）作・演出：泉堅太郎
- 劇団ZAPPA
  - 『風』（2007年4月）
  - 『風2』（2007年10月）
- FREE(S)『SHINSENGUMI 〜episode IKEDAYA〜』（2011年11月）作：下出丞一 演出：本宮泰風
- 三越劇場『司馬遼太郎「燃えよ剣」〜土方歳三に愛された女、お雪〜』（2015年11月）原作：司馬遼太郎 演出：笹部博司

### ゲーム
- 『新撰組』（バンダイifシリーズ 1980年代） - 京都における新選組をテーマとするウォーシミュレーションゲーム。
- 『新選組始末記 〜鴨川血風録〜』（ウォーゲーム日本史）
- 『新撰組 幕末幻視行』（ウルフ・チーム / TAKERU PC-98用ソフト 1991年） - 沖田総司と瓜二つの現代人の少女・沖田操が幕末にタイムスリップ、新選組に加盟して活躍するアドベンチャーゲーム
- 『斬打』（トリスター） - 新選組をモチーフとしたタイピングソフト。
- 『幕末恋華 新選組』（D3PUBLISHER） - プレイヤーは女隊士として新選組に入隊した主人公・桜庭鈴花となり、さまざまな新選組隊士と恋愛ができる恋愛アドベンチャーゲーム。
- 『幕末恋華 花柳剣士伝』（D3PUBLISHER） - 幕末恋華 新選組の続編。
- 『風雲 新撰組』（GENKI） - プレイヤーは新選組の新人隊士となり、不逞浪士と戦い抜いていくアクションゲーム。
- 『風雲 幕末伝』（GENKI） - 風雲 新選組の続編。倒幕派と佐幕（新選組）派の2つのゲームモードが用意されており、それぞれ主人公やシナリオが異なる。
- 『新選組群狼伝』（SEGA）
- 『カオスウォーズ』（アイディアファクトリー） - 『新選組群狼伝』の沖田総司と土方歳三が参戦。
- 『維新の嵐』（光栄） -プレイヤー要人として近藤勇を選択できるシナリオがある。
- 『維新の嵐 幕末志士伝』（コーエー） - 坂本龍馬とともに土方歳三を描く。
- 『幕末浪漫 月華の剣士』（SNK） - 新選組隊士であるキャラクターが登場。
- 『薄桜鬼 〜新選組奇譚〜』（アイディアファクトリー） - 恋愛アドベンチャーゲーム。
- 『恋愛幕末カレシ〜時の彼方で花咲く恋〜』（フリュー） - 恋愛アドベンチャーゲーム。
- 『薄桜鬼 随想録』（アイディアファクトリー） - 『薄桜鬼 〜新選組奇譚〜』のファンディスク。隊士たちとの日常が描かれている。恋愛アドベンチャーゲーム。
- 『薄桜鬼 黎明録』（アイディアファクトリー） - プレイヤーは主人公・井吹龍之介となり、さまざまな新選組隊士と友情を育んでいくことができる。
- 『行殺・新選組』（ライアーソフト） - アダルトゲーム。
- 『維新恋華 龍馬外伝』（D3PUBLISHER）
- 『維新の嵐 疾風龍馬伝』（コーエーテクモゲームス） - 隠しシナリオでは坂本龍馬が新選組に加入する。
- 『遙かなる時空の中で5』（コーエーテクモゲームス）
- 『歴史大戦ゲッテンカ』（SEGA） - 第7弾で新選組が登場する。
- 『機動新撰組 萌えよ剣』（エンターブレイン）
- 『龍が如く 維新!』（SEGA）-龍が如くシリーズのスピンオフ作品。坂本龍馬と斎藤一は同一人物であったという独自のストーリー展開。
- 『機関幕末異聞 ラストキャバリエ』（キャラメルBOX） - おもなキャラクターは新撰組や坂本龍馬などの幕末期の人物をモデルとしており、女装した沖田を主人公とし、それ以外の人物を女性に置き換えたアダルトゲーム。2015年12月発売。
- 『幕末降臨伝ONI』（バンプレスト / パンドラボックス） - 妖怪などへの対処を専門とする「影の新撰組」が存在し、主人公・大和丸は「影の新撰組」に入隊することとなる。近藤・土方・沖田達新撰組の実在の隊士たちも登場する。
- 『幕末尽忠報国烈士伝 -MIBURO-』（インレ）